# Kalvholm, Kimitoön
Kalvholm är en ö i Finland. Den ligger i Skärgårdshavet och i kommunen Kimitoön i den ekonomiska regionen  Åboland i landskapet Egentliga Finland, i den sydvästra delen av landet. Ön ligger omkring 35 kilometer sydöst om Åbo och omkring 120 kilometer väster om Helsingfors.
Öns area är 21,1 hektar och dess största längd är 0,8 kilometer i öst-västlig riktning. Ön höjer sig omkring 35 meter över havsytan. I omgivningarna runt Kalvholm växer i huvudsak barrskog.